# Língua de sinais do Congo
A Língua de Sinais do Congo (em Portugal: Língua Gestual do Congo) é a língua de sinais (pt: língua gestual) usada pela comunidade surda do Congo. Existem pelo menos 23 línguas gestuais em África, algumas delas sendo distribuídas geograficamente de forma totalmente distinta das línguas orais africanas.